# WanderHöhepunkte links und rechts des Rothaarsteigs

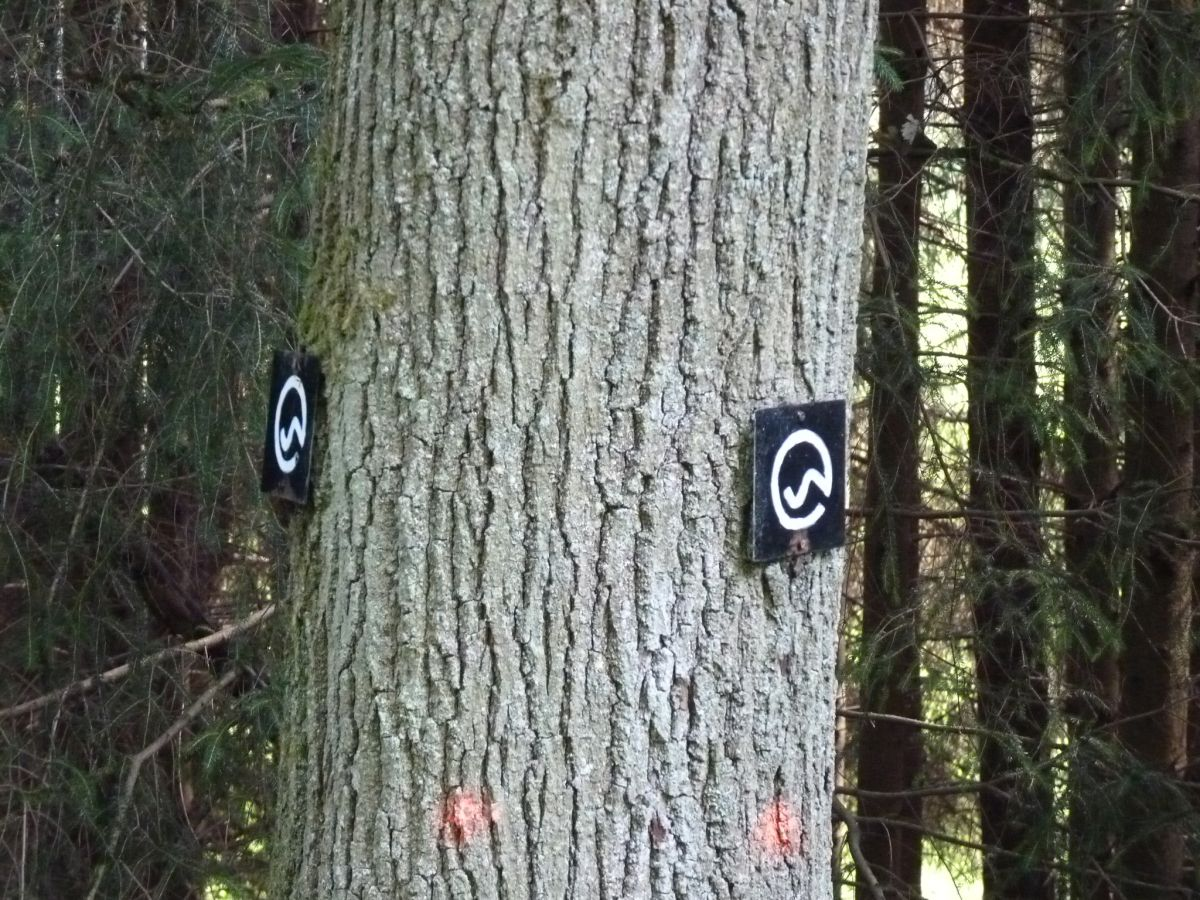
Wegzeichen der WanderHöhepunkte links und rechts des Rothaarsteigs

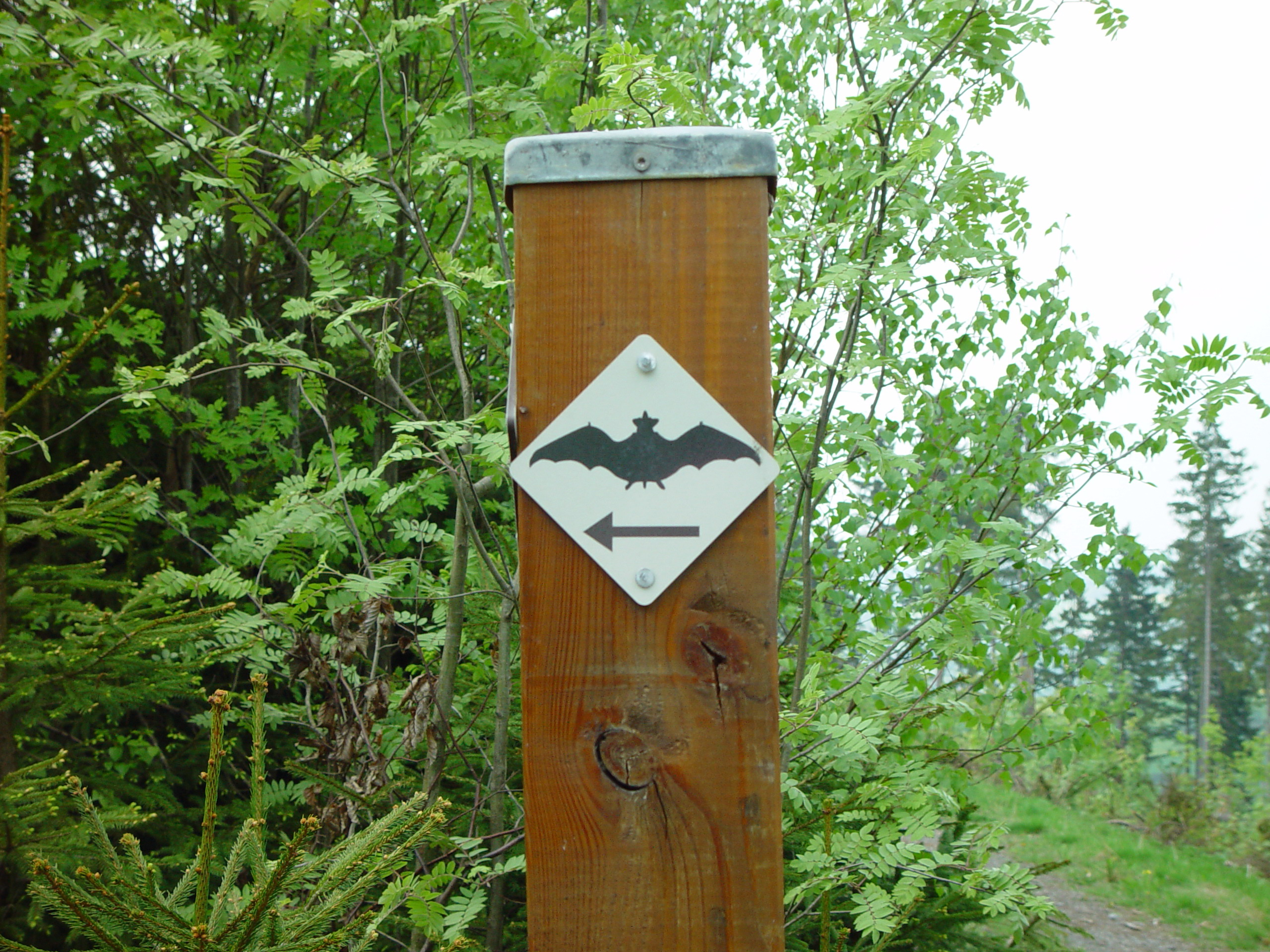
Eigenes Wegzeichen des Wittgensteiner Schieferpfads

Der Begriff WanderHöhepunkte links und rechts des Rothaarsteigs bezeichnet 12 Rundwanderwege beiderseits des Rothaarsteigs im Kreis Siegen-Wittgenstein, in Nordrhein-Westfalen. Sie befinden sich im Naturpark Sauerland-Rothaargebirge im Rothaargebirge, Westerwald und Biggehochland.

## Wegzeichen
Das Zeichen der Wege zeigt einen weißen Kreis auf schwarzem Grund, in dessen Inneren sich eine weiße zackige Linie befindet, die den Umriss eines Gebirges darstellen soll. Zudem hat jeder Rundwanderweg noch ein weiteres eigenes Wegzeichen.

## Übersicht
Die folgende Übersicht gibt Name, Lage, Länge und den höchsten Punkt der jeweiligen Rundwege an. Drei der Wege können auch in zwei Etappen gelaufen werden.
| Name                           | Verlauf (bei/zwischen)                        | Länge (km) | Höchster Punkt (m über NHN)        |
| ------------------------------ | --------------------------------------------- | ---------- | ---------------------------------- |
| Wittgensteiner Schieferpfad    | bei Bad Berleburg                             | 13,6 km    | Fredlar (576,2 m)                  |
| Via Adrina                     | rund um Arfeld und Schwarzenau                | 20,5 km    | Aussichtspodest am Heller (540 m)  |
| Mythen- und Sagenweg           | bei Bad Laasphe                               | 11,2 km    | 595 m                              |
| Mäanderweg                     | zwischen Erndtebrück, Rückershausen und Benfe | 23,0 km    | Benfer Rücken (624 m)              |
| Kalorienpfad Hilchenbach       | rund um die Breitenbachtalsperre              | 07,3 km    | Rastplatz auf der Dörrhöhe (502 m) |
| Kindelsbergpfad                | rund um Kredenbach und den Kindelsberg        | 14,6 km    | Kindelsberg (618,1 m)              |
| Netphener Keltenweg            | rund um Afholderbach und Eschenbach           | 15,1 km    | Alte Burg (633,0 m)                |
| Fachwerkweg Freudenberg        | rund um Freudenberg, Hohenhain und Mausbach   | 11,9 km    | 436 m                              |
| Historischer Rundweg Achenbach | bei Achenbach                                 | 11,2 km    | Starker Buberg (431 m)             |
| Auf Bergmannspfaden            | bei Wilnsdorf                                 | 15,6 km    | 555 m                              |
| Ansichten-Aussichten           | rund um Neunkirchen                           | 38,1 km    | Hohenseelbachskopf (517,5 m)       |
| Literatur in der Natur         | bei Burbach-Niederdresselndorf                | 31,4 km    | 537 m                              |

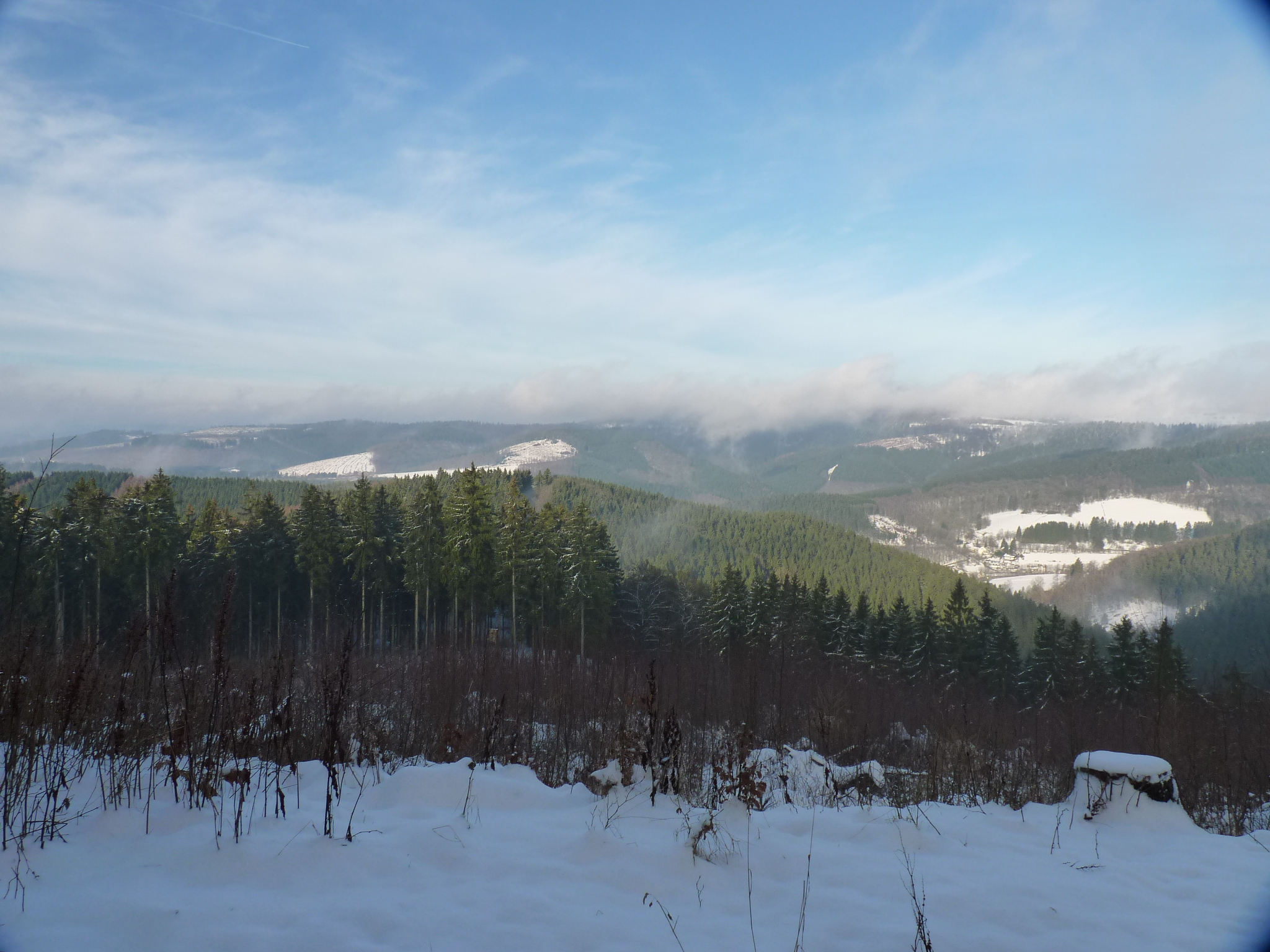
Netphener Keltenweg an der Alten Burg mit Ausblick Richtung Kindelsberg
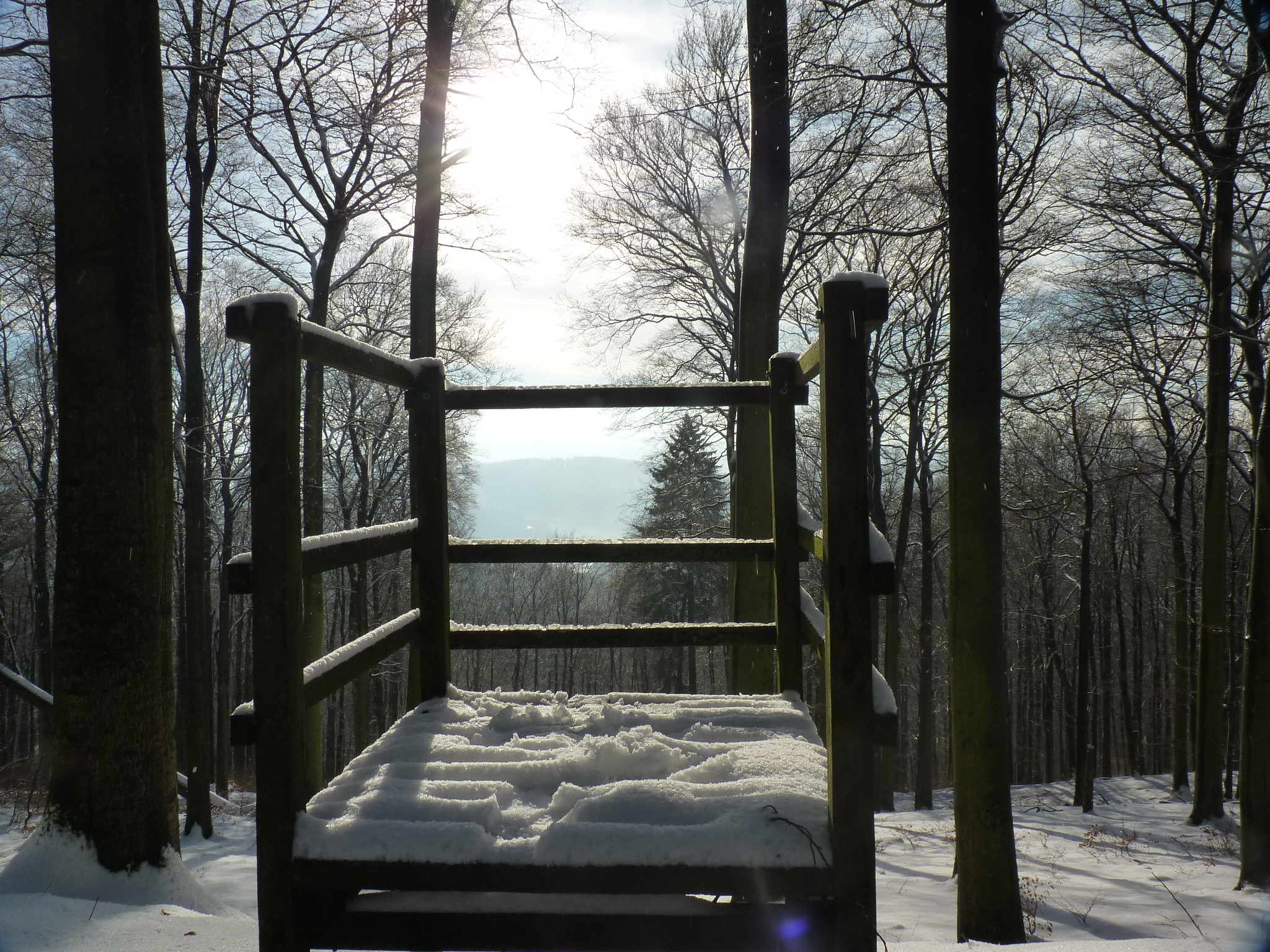
Aussichtspodest auf dem inneren Ringwall der Alten Burg am Netphener Keltenweg